# Google环聊

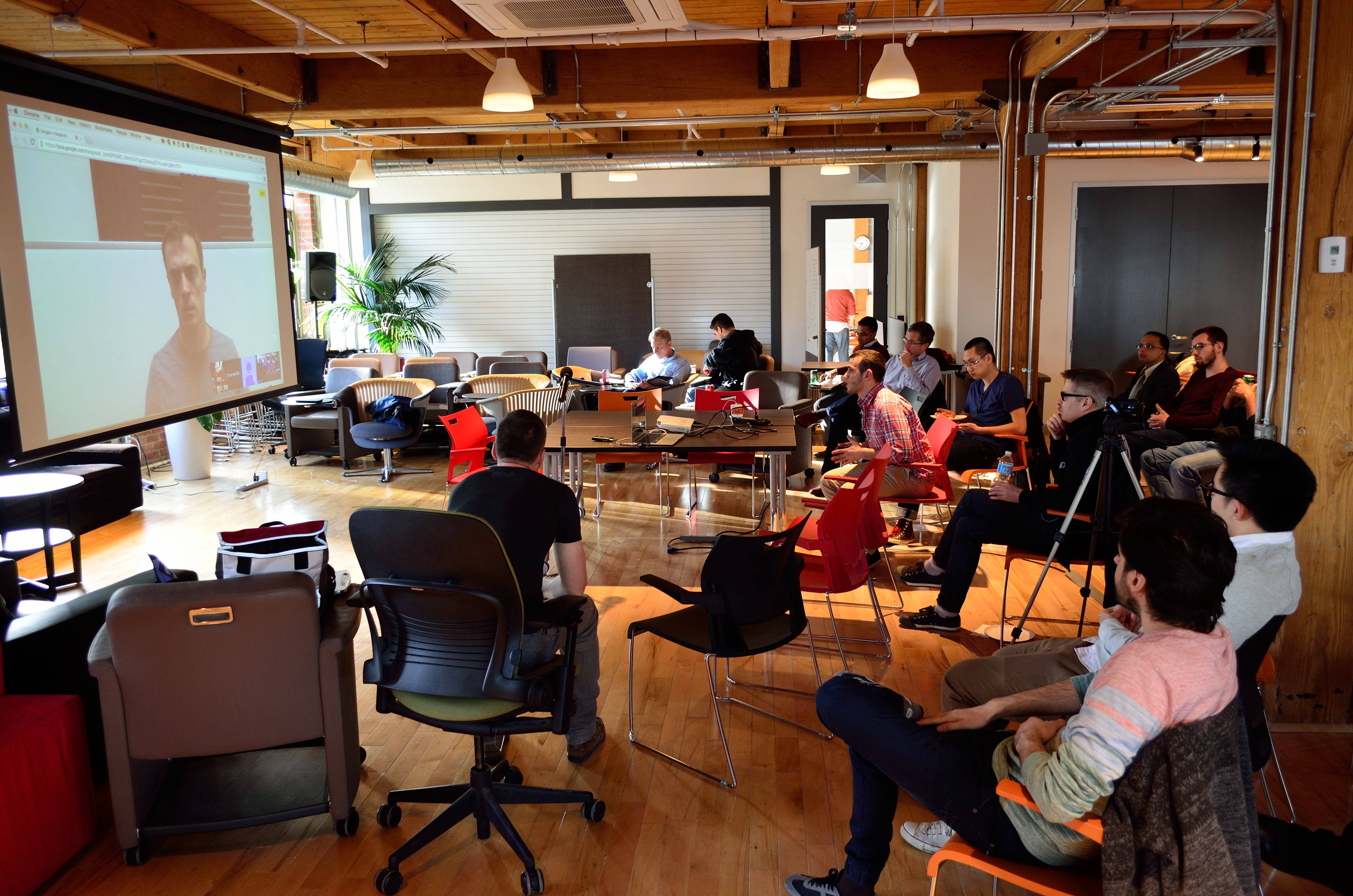
以Google Hangouts進行的視像會議。

是Google的即时通讯和视频聊天应用，在2013年5月15日期间的Google I/O发布，取代Google Talk（Gtalk）。支持Android、iOS以及Chrome多平台，并在Gmail、Google+中集成Google环聊网页版。
Google环聊的消息默认未加密。
Google环聊与Gmail的情况一样，在中国大陆的部分地区间歇性无法使用，中断连接一般仅持续数分钟。但在部分地区完全无法正常连接。在正常连接的情况下，文字发送、图片发送和视频Google环聊在中国大陸均可正常使用。自2014年5月底，长城防火墙加强了对Google的封锁，包括Google Hangouts在内的所有Google服务均无法在中国大陆地区使用。
之後Google在維持Google环聊的基礎上又推出Google Meet與Google Chat兩個軟體，這兩套軟體現已向所有人開放，Google計劃在2022年初棄用Google环聊，並用Google Meet和Google Chat和取代。

## 歷史
2013年5月15日，Google宣布一种新的文本、语音和视频聊天工具将替代其Google Talk、Google Voice和Google+ 环聊服务。其称为Google环聊，允许最多10个人（对于消费者版本）和最多15个人（对于工作版本）从其计算机或者移动设备加入会话。参与者可以共享其屏幕，以及一起查看和处理事项。Hangouts On Air服务让人们可以将实时广播传输到Google+、YouTube及其网站。
Google Workspace随附的环聊版本最多支持 15 个参与者，而管理员可以选择通过限制外部参与者的访问权来将环聊仅限于同一域中的人员。
环聊应用将消息在线存储于Google的云端中，如果人们希望停止记录，则提供了一个选项来关闭历史记录。Google+ 集成将人们与他人的每张照片保存在 Google+ 上的私有共享相册中。
Google于2014年7月30日宣布所有Google Apps客户将拥有对环聊的访问权，包括没有 Google+ 个人资料的那些用户。Google 还合伙来与其他视频聊天提供商（例如 Blue Jeans Network 和 Intercall）整合。
Google 还宣布环聊与其他Google Workspace产品（例如 Gmail 和云端硬盘）涵盖在同一服务条款之下。Google Workspace客户还获得针对环聊的全天候电话支持、正常运行时间达 99.9% 的保证以及 ISO27001 和 SOC 2 认证。
2014年12月19日, Google通过Google+帖子宣布他们在 Gmail 中恢复环聊最受欢迎的功能之一。应用管理员具有控制权，可以将状态消息保持为仅在内部可见。
2020年4月，為應對COVID-19，Google Meet對所有用戶免費開放。同時Google宣布环聊仍將是面向標準Google帳戶的消費級產品。2020年10月，谷歌宣布Chat也將對所有人免費開放，並在2021年之前取代傳統版环聊。